# Arhîpivka, Lohvîțea
Arhîpivka (în ucraineană Архипівка) este un sat în comuna Harkivți din raionul Lohvîțea, regiunea Poltava, Ucraina.

## Demografie
Componența lingvistică a localității Arhîpivka
     Ucraineană (100%)
Conform recensământului din 2001, toată populația localității Arhîpivka era vorbitoare de ucraineană (100%).